# مصاوغة
في الكيمياء التماكب أو المصاوغة أو التزامر هو تحول الجزيء لمتصاوغ مختلف. وفي بعض الجزيئيات وتحت ظروف معينة، يحدث التزامر بصورة تلقائية. كما أن عديد من المتصاوغات تتساوي أو تقريبا تتساوي في طاقة الرابطة، ولهذا يكون تحول الجزيء من هيئة إلى أخرى سهلا.
أثناء التصاوغ يتحول الجزيء إلى جزيء آخر مع الاحتفاظ بنفس عدد الذرات فيه، ولكن تتابع ارتباط الذرات فيما بينها يختلف، مثل A-B-C → B-A-C . يسمى هذان الجزيئان «متصاوغين» 
).

## أنواع التصاوغ
يمكن أن تنقسم المتماكبات إلى مجموعتين كبيرتين هما المتماكبات بنيوية (بنائية) والمتماكبات الفراغية. وتقسم المجموعات الكبيرة إلى مجموعة أصغر منها لسهولة التصنيف.

### أولاً: التصاوغ البنيوي
المتصاوغات البنيوية، تنقسم أيضاً إلى ثلاث مجموعات رئيسية عليا: متماكبات سلسلية، متمصاوغات موضعية، ومتصاوغات المجموعات الوظيفية. كما يمكن للمتماكب البنيوي أن يحصل بسرعة من ناحية عدد المتصاوغات المحتملة.

#### المتصاوغات السلسلية Chain Isomers
المتماكبات السلسلية هي جزيئات لها نفس الصيغة العامة، لكن تختلف بتوزع ذرات الكربون “الهيكل الأساسي”. ترتكز الجزيئات العضوية على سلاسل من ذرات الكربون، ومن أجل العديد من الجزيئات يمكن أن تترتب هذه السلسلة بأشكال مختلفة: إما ضمن سلسلة واحدة، سلسلة مستمرة، أو بسلسلة واحدة مع زمر من ذرات الكربون المتفرعة من الأطراف. يمكن أن يتغير اسم الجزيء لعكس ذلك. من الواضح أنّه هناك أكثر من طريقة لتفرع الزمر الكربونية من السلسلة الرئيسية، والتي تقود إلى عدد كبير من المتماكبات الممكنة طالما هناك تزايد في عدد ذرات الكربون ضمن الجزيء.

#### المتصاوغات الموضعية
ترتكز المتماكبات الموضعية على حركة المجموعة الوظيفية ضمن الجزيء. المجموعة الوظيفية في الكيمياء العضوية هي جزء من الجزيء والذي يكسبه الفعالية. هناك مجال واسع من مختلف المجموعات الوظيفية، ولا يوجد تغيرات أخرى في الجزيء، ببساطة فقط موضع المجموعة الوظيفية، مع تغير صغير في تسمية الجزيء للدلالة على موضع المجموعة الوظيفية ضمن الجزيء.

#### المتصاوغات الوظيفية
كما يشار إلى متصاوغات المجموعات الوظيفية، هناك متصاوغات بحيث تبقى الصيغة الجزيئية نفسها، لكن يتغير نوع المجموعة الوظيفية. هذه الظاهرة ممكنة بإعادة ترتيب الذرات ضمن الجزيء لذا يمكن أن ترتبط الذرات ببعضها بأشكال مختلفة. كمثال: يمكن أن تملك سلسلة ألكان نظامية (تحوي فقط ذرات كربون وهيدروجين) متصاوغ وظيفي والذي هو حلقي الألكان، حيث ترتبط ذرات الكربون ببعضها بطريقة معينة لتشكيل الحلقة. مختلف متصاوغات المجموعات الوظيفية ممكنة من أجل العديد من المجموعات الوظيفية.

### ثانياً: التصاوغ الفراغي
هناك نوعان من التماكب الفراغي: التماكب الهندسي، والتماكب الضوئي. كما يوحي الاختلاف في الاسم، ليس لهذه المتماكبات صلة مع التغيرات إعادة الترتيبات واسعة النطاق; بدلاً من ذلك، تنطوي إعادة الترتيبات المختلفة لأجزاء من الجزيء ضمن الفراغ. هذه المتماكبات أكثر تعقيداً من أن نقارنها بالمتماكبات السلسلية.

#### المتصاوغات الهندسية
يوجد في هذا النوع من المتماكبات رابطة ثنائية بين ذرتي كربون. يكون الدوران حول هذه الرابطة مقيداً، مقارنة بالدوران حول الرابطة الأحادية، بحيث تستطيع الذرات الدوران بحرية حول هذه الرابطة. يعني ذلك، يوجد ذرتان مختلفان، أو مجموعتان مختلفان من الذرات، كل مجموعة مرتبطة بذرة من ذرتي الرابطة الثنائية، يمكن ترتيبها بطرق مختلفة بحيث تعطي جزيئات مختلفة. يكون لهذه الذرات أو المجموعات الأولوية، بحيث تعطى الأولوية للذرات ذات الأعداد الذرية الأعلى. في حال كانت المجموعات ذات الأولية الأعلى لكل ذرة كربون على نفس الطرف، يدل على الجزيئة بالمتماكب cis أو Z، بينما عندما تتواجد المجموعة بموضعين متعاكسين، يدل على الجزيئة بالمتماكب trans أو E.

#### المتصاوغات الضوئية
تعود هذه التسمية بالمتماكبات الضوئية بفضل خواصها المؤثرة على الضوء المستقطب ضمن المستوى، حيث تكون هذه المتماكبات متزاوجة. يخصص للمتماكبات الضوئية حروف دالة عليها حيث تعطى الأولوية للمجموعات حول ذرة الكربون، بعدها توجه المجموعات الثانوية بعيداً. بالنظر إلى المجموعات الباقية، إذا كانت تتناقص الأولوية باتجاه عكس دوران عقارب الساعة، يسمى بالمتماكب S (من التسمية اللاتينية Sinister أي اليسار). في حال تناقصت الأولوية باتجاه دوران عقارب الساعة، يسمى بالمتماكب R (من التسمية اللاتينية Rectus أي اليمين).

## مثال عن التصاوغ
نجد التصاوغ في الكيمياء العضوية في أحوال كثيرة من المركبات العضوية. فعلى سبيل المثال الوقود بنتان، وهو مزامر في هيئة سلسلة مستقيمة من الكربون. عندما يسخن البنتان في وجود محفز من البلاتين، نحصل على مخلوط من المركبين: أحدهما في سلسلة مستقيمة والآخر متفرعا في شكل نجمي. وكل منهم يحتوي على نفس عدد الذرات ولكن ترتيبهم مختلف في الجزيئ. بالنسبة إلى مثالنا فيمكن فصل النواتج عن بعضهم بالوسائل الكيميائية. كما تستخدم عملية التصاوغ في الصناعة لفصل مواد عن بعضها مثل تحويل إن-بوتان n-butane إلى إيسوبوتان isobutane. 